# برنارد رودس
برنارد رودس (بالإنجليزية: Bernard Rhodes)‏ هو منتج أسطوانات ومدير مواهب ووكيل مواهب بريطاني، ولد في 1947 في لندن في المملكة المتحدة.

## وصلات خارجية
- الموقع الرسمي
- برنارد رودس على موقع ميوزك برينز (الإنجليزية)